# Sindoropsis
Sindoropsis es un género monotípico de la subfamilia Caesalpinioideae perteneciente a la familia de las legumbres Fabaceae. Su única especie: Sindoropsis letestui (Pellegr.) J.Léonard, es originaria de África.

## Descripción
Es un árbol resinífero que alcanza ± 15 m de altura, con el tronco recto, cilíndrico, grueso en la base y con contrafuertes.

## Distribución y hábitat
Se encuentra en la selva tropical de Gabón.